# Данильчук Петро Андрійович
Петро́ Андрі́йович Данильчу́к (* 10 лютого 1940, Підвисоке, Івано-Франківська область — † 5 травня 2008, Львів) — радянський футболіст. Захисник, відомий виступами за «Карпати» (Львів). Також грав за команди «Верховина» (Ужгород), «Динамо» (Хмельницький) і «Колос» (Полтава). Майстер спорту СРСР. Володар Кубка СРСР 1969.

## Кар'єра
Вихованець «Спартака» (Станіслав). Закінчив Львівський інститут фізкультури.
Грав технічно і розсудливо, добре вибирав позицію, вміло підключався до атак.
Завершував кар'єру в аматорських командах «Шахтар» Червоноград (1973 рік), «Кінескоп» Львів (1974—1975).
Виступав за олімпійську збірну СРСР.

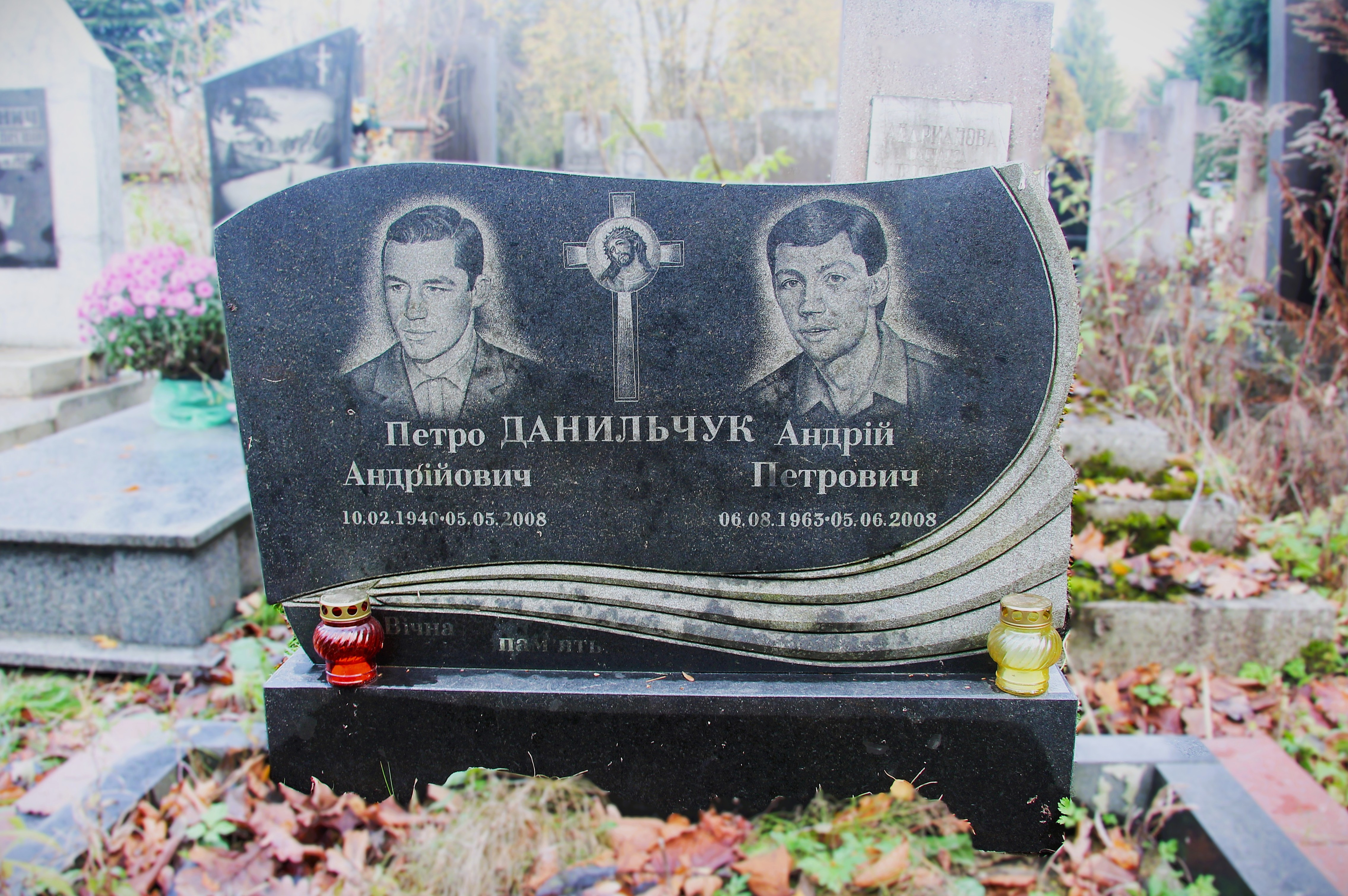
Нагробок на могилі Петра Данильчука.

Помер у Львові, похований на Сихівському цвинтарі.

## Титули та досягнення
- Кубок СРСР: 1969
- Чемпіон України: 1965